# دنئون
دنئون شهری در شهرستان زیمتنگا در استان بام در بورکینافاسوی شمالی است و جمعیت آن ۸۳۷ نفر است.